# Corsa camarguenca

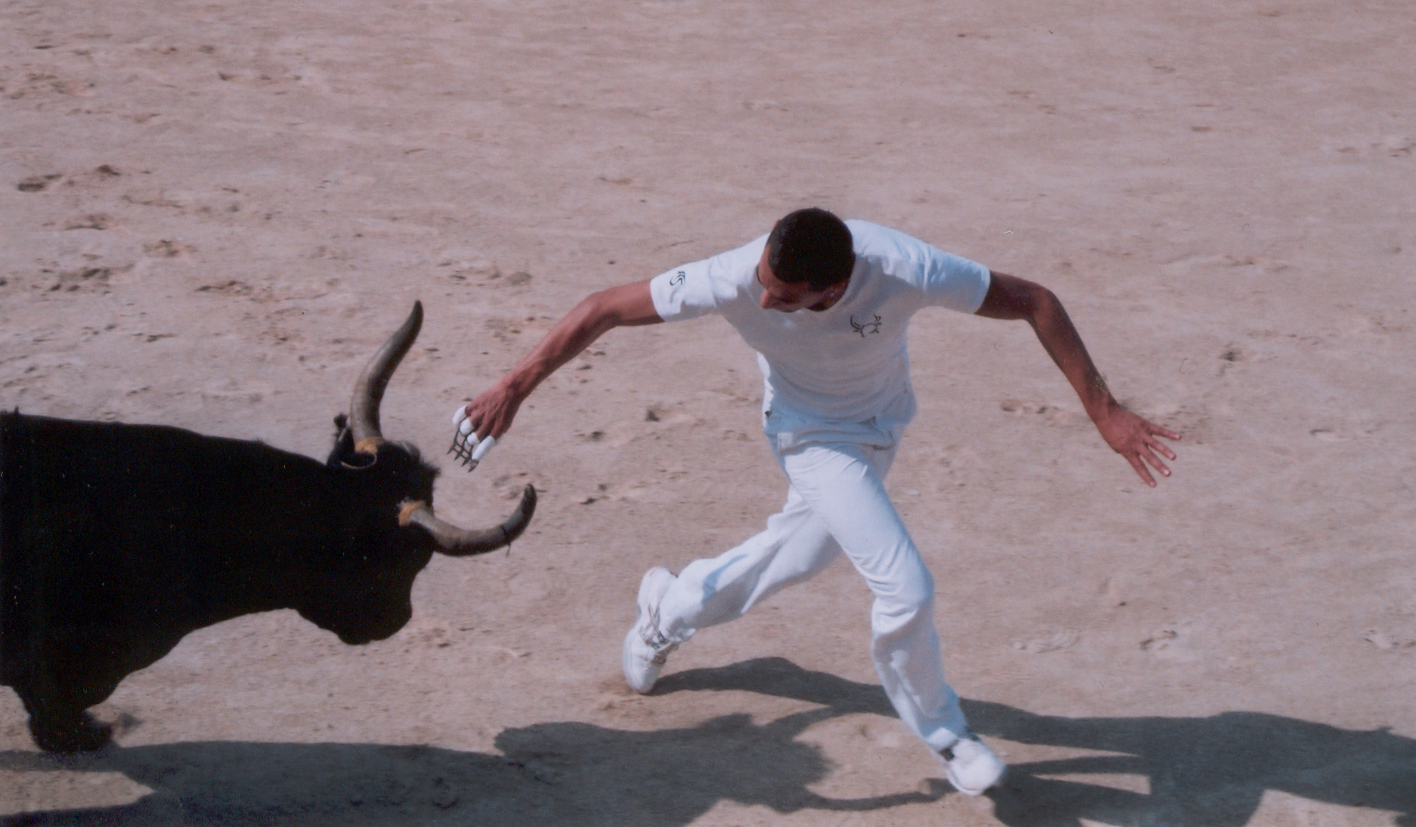
Um toureiro a tentar ir de encontro com o requisito para ser-se bem sucedido nesta modalidade (30 de abril de 2007)

A corsa camarguenca é um desporto tradicional occitano, que é disputado em algumas localidades no sul da França, junto aos Pirenéus. Insere-se dentro do grupo de desportos e tradições dentro da tauromaquia. Um dos objectivos deste desporto é colocar um ornamento na cabeça de um touro. É um desporto no qual o touro não sangra nem é ferido.